# Hermitage, Arkansas
Hermitage är en ort i Bradley County i delstaten Arkansas, USA.